# Кошелев, Иван Михайлович
Ива́н  Ко́шелев (выч. 1683 — 22 апреля (3 мая) 1732) — русский мореплаватель, офицер российского императорского флота, капитан-командор.
Командир кораблей Балтийского флота, участник Северной войны (1700—1721), руководитель Русской океанской экспедиции в Испанию 1725—1726 годов. Впоследствии директор Московской адмиралтейской конторы (1727—1729), присутствующий в Адмиралтейств-коллегии (1730—1732), начальник Санкт-Петербургской корабельной команды (1731—1732).

## Происхождение
Вопрос о происхождении капитан-командора Ивана Кошелева является сложным. Согласно составленной в московской Школе математических и навигацких наук Именной росписи ученикам, обучающимся морской науке, 1705 года, Иван Кошелев происходил из дворянского чина. В то же время в Школе было разделение на учеников знатных (шляхетских) и простых пород, и Кошелев проходил по спискам «учеников простых пород». Вероятно, при имевшем место во времена Петра I разделении дворянства на знатное (впоследствии шляхетское) и простое дворянский род Кошелевых причислялся к простому дворянству.
Генеалогию дворянского рода Кошелевых изучали В. В. Руммель и В. В. Голубцов, и они не смогли отнести мореплавателя ни к одной из родословных росписей. Основная проблема в том, что в официальных документах нигде не указано отчество Ивана Кошелева. В качестве Ивана Родионовича он едва ли не впервые появляется в «Русском биографическом словаре» А. А. Половцова, однако не очень понятно, на чём авторы словаря основывали свой вывод об отчестве. Тем более в статье словаря Половцова о Кошелеве имеются фактические ошибки, что вынуждает перепроверять информацию из него. В этой связи заслуживают интереса два известия:
- И. Ж. Рындин обнаружил в рязанских архивах информацию об имевшей место 12 (23) марта 1728 года сделке с участием капитана морского флота Ивана Михайловича Кошелева[6]. В тот период существовал только один капитан морского флота с фамилией Кошелев;
- сообщается, что в утверждённой 4 мая (15 мая) 1725 года указом Екатерины I инструкции для Испанской экспедиции Кошелев именуется «шкипером Иваном Михайловым»[7]. По законам грамматики XVIII века Ивана Михайлова можно понимать как Ивана Михайловича. Данный вывод важен тем, что в списках морских служителей под именем Петра Михайлова числился Пётр I[8], который взял такую фамилию по имени первого царя из своей династии. Трудно объяснить, чтобы Ивана Кошелева причислили к однофамильцам императора без достаточных оснований, просто по соображениям секретности. Тем более Кошелев готовился к Испанской экспедиции 2 года, её секретность поэтому была весьма относительной.

В современной литературе моряка именуют Иваном Михайловичем. Если версия об Иване Михайловиче подтвердится, то капитан-командор Кошелев окажется родным братом обер-шталмейстеру, генерал-лейтенанту Родиону Михайловичу Кошелеву и представителем X поколения той ветви дворянского рода Кошелевых, которая происходит от Александра Васильевича Кушелева (Кошеля). К числу потомков Ивана Михайловича Кошелева в 5-м поколении относится Ольга Александровна Межакова (1838—1910), супруга философа Николая Яковлевича Данилевского.
В любом случае следует отличать капитан-командора Ивана Кошелева от двоих Иванов Родионовичей Кошелевых, живших также в XVIII веке:
- воронежского вице-губернатора (1756—1761), прадеда историка и правоведа К. Д. Кавелина[12];
- адъютанта князя Г. А. Потёмкина, отца финансиста, предпринимателя, издателя и публициста А. И. Кошелева[13].

Необходимо также иметь в виду, что одновременно с капитан-командором в российском флоте служили ещё два Ивана Кошелева:

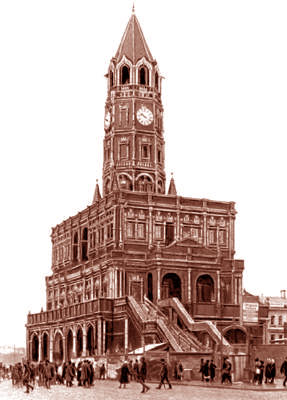
В 1702—1707 годах Иван Кошелев учился в легендарной Сухаревской башне, а в 1727—1729 руководил из неё Московской адмиралтейской конторой

- Иван большой Кошелев — офицер галерного флота;
- его родной брат штурман Иван меньшой Кошелев — участник Великой Северной экспедиции.

Путаница между капитан-командором и штурманом Кошелевыми присутствует в одной из книг о полярном исследователе капитане Дмитрии Овцыне, потому что Овцыну довелось служить вместе с обоими.

## Биография
Дата рождения Ивана Кошелева неизвестна. Согласно упоминавшейся уже Именной росписи ученикам, обучающимся морской науке, 1705 года, возраст Ивана Кошелева в 1705 году составлял 22 года. Таким образом, он родился или в 1682, или в 1683 году. Скорее всего, это 1682 год, так как считается, что Родион (Иродион) Михайлович Кошелев, его возможный брат, родился в 1683 году.

### Учёба
В 1702 году Кошелев поступил учиться в созданную годом ранее московскую Школу математических и навигацких наук, которую окончил в 1707 году. Родовитые выпускники Школы и наиболее способные из менее родовитых отправлялись для практического усовершенствования за границу: первые под именем «навигаторов», а вторые под названием «штурманских учеников». За границей навигаторы и ученики поступали волонтёрами на флот, иногда перед этим подучиваясь в местных морских школах.
В 1707 году в Амстердам и Англию «для науки мореходства» от Приказа морского флота отправилась вторая партия штурманских учеников в количестве 22 человек. Под № 1 в ней числился Иван Кошелев. По возвращении ученики сдавали экзамен, лучшие получали офицерское звание, посредственные — мичманское. В 1713 году Кошелев получил офицерское звание подпоручика и назначение в Галерную эскадру (ком. шаутбенахт Иван Боцис). Правда, уже в 1714 году в списке Галерной эскадры Кошелева нет, хотя там указаны и подпоручики тоже.

### Северная война

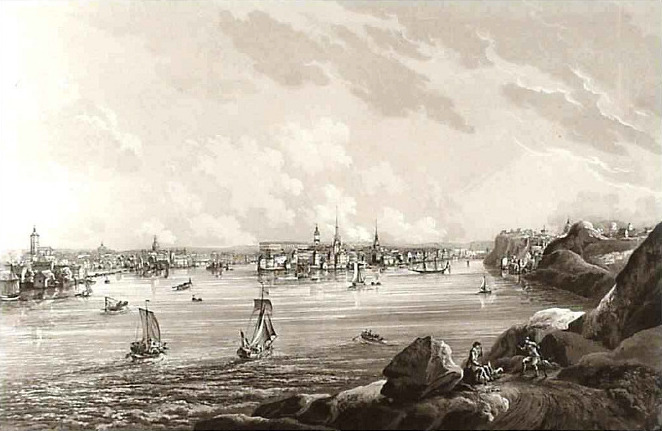
После Гангута в 1714 году русский флот искал дорогу до Стокгольма

Первое известие о службе Кошелева относится ко времени вскоре после Гангутского сражения (27 июля (7 августа) 1714 года), когда русскому флоту необходимо было определиться с дальнейшими планами. 17 (28) августа подпоручик Кошелев был отправлен с дипломатическим поручением в неприятельскую столицу Стокгольм передать письмо командиру находящейся там шведской эскадры вице-адмиралу Лилье. Главной же целью поездки было промерить расстояние от стоянки русского флота на Аландских островах до Стокгольма и выявить в шхерах фарватеры. Кошелев исполнил поручение благополучно, по возвращении доложил о дислокации отрядов вице-адмирала Лилье и шаутбенахта Э. Таубе, а также доставил письма для Петра I от шведского риксдага и вице-адмирала.
В Списке морским чинам корабельного флота 1715 года Иван Кошелев упоминается уже в чине навигатора (следующее звание за подпоручиком), а 30 апреля (11 мая) 1716 года служит в Ревельской эскадре в чине поручика (следующее звание за навигатором). В навигации 1716 года русские эскадры должны были соединиться с союзниками-датчанами в Копенгагене. Однако командир Ревельской эскадры капитан-командор П. И. Сиверс получил разведывательные данные о присутствии в Копенгагене неприятельского флота и поспешил вернуть эскадру в Ревель. Для разъяснения своего поступка царю Сиверс отправил к тому в Гданьск с донесением поручика Кошелева на фрегате «Святой Пётр».
В 1717 году находился под следствием, был приговорён к лишению жалования за 3 месяца. В 1718 году служил на флагмане Балтийского флота корабле «Ингерманланд». 17 января следующего года произведён в капитан-поручики, временно командовал кораблём за отсутствием капитана Н. Синявина.
В навигацию 1720 года Кошелев вступил в должности командира 50-пушечного линейного корабля «Армонт» (4-й ранг), на которой он сменил перешедшего на более внушительную 66-пушечную «Москву» капитана Я. Блория. «Армонт» знаменит тем, что годом ранее стал первым русским кораблём, посетившим Средиземное море. Корабль входил в состав Ревельской эскадры П. И. Сиверса (теперь шаутбенахта), в эту навигацию крейсеровавшей между островами Котлином и Готландом. Эскадра прикрывала отряд галер М. М. Голицына, 26 июля (6 августа) вступивший в Гренгамское сражение.
В 1721 году капитан-поручиков переименовали в капитан-лейтенантов. В эту навигацию капитан-лейтенант Кошелев вновь служит в Ревельской эскадре (теперь ком. капитан-командор Ян Фангофт), где командует 52-пушечным кораблём «Варахаил». Эскадра сначала получила задачу крейсеровать в Аландсгафе, защищая вход в Ботнический залив со стороны Швеции, но по факту ей пришлось прикрывать вход в Финский залив.
За день до заключения Ништадского мира капитан-лейтенанты Д. Мясной и Кошелев получили распоряжение Петра I направиться с морскими командами на ластовых судах в Пиллау для получения и транспортировки в Россию двух знаменитых впоследствии фрегатов «Амстердам-Галей» и «Декронделивде». Капитан-лейтенанты отправились в путь 13 (24) сентября, первым 18 (29) октября в Ревель вернулся Мясной на «Амстердам-Галее», а Кошелев на «Декронделивде» попал под встречный ветер и отстал.
На следующий год Кошелев в чине капитана 3-го ранга, 20 (31) марта 1722 года он переводится из Ревельской эскадры в Котлинскую. В этом году царь занят в Персидском походе, и событий на Балтийском флоте очень мало. Кошелев упоминается только однажды, когда 5 (16) августа он назначен асессором в фергер и кригсрехт (предварительное расследование и военный трибунал) над обер-цейхмейстером Х. Г. Отто.

### Испанская экспедиция

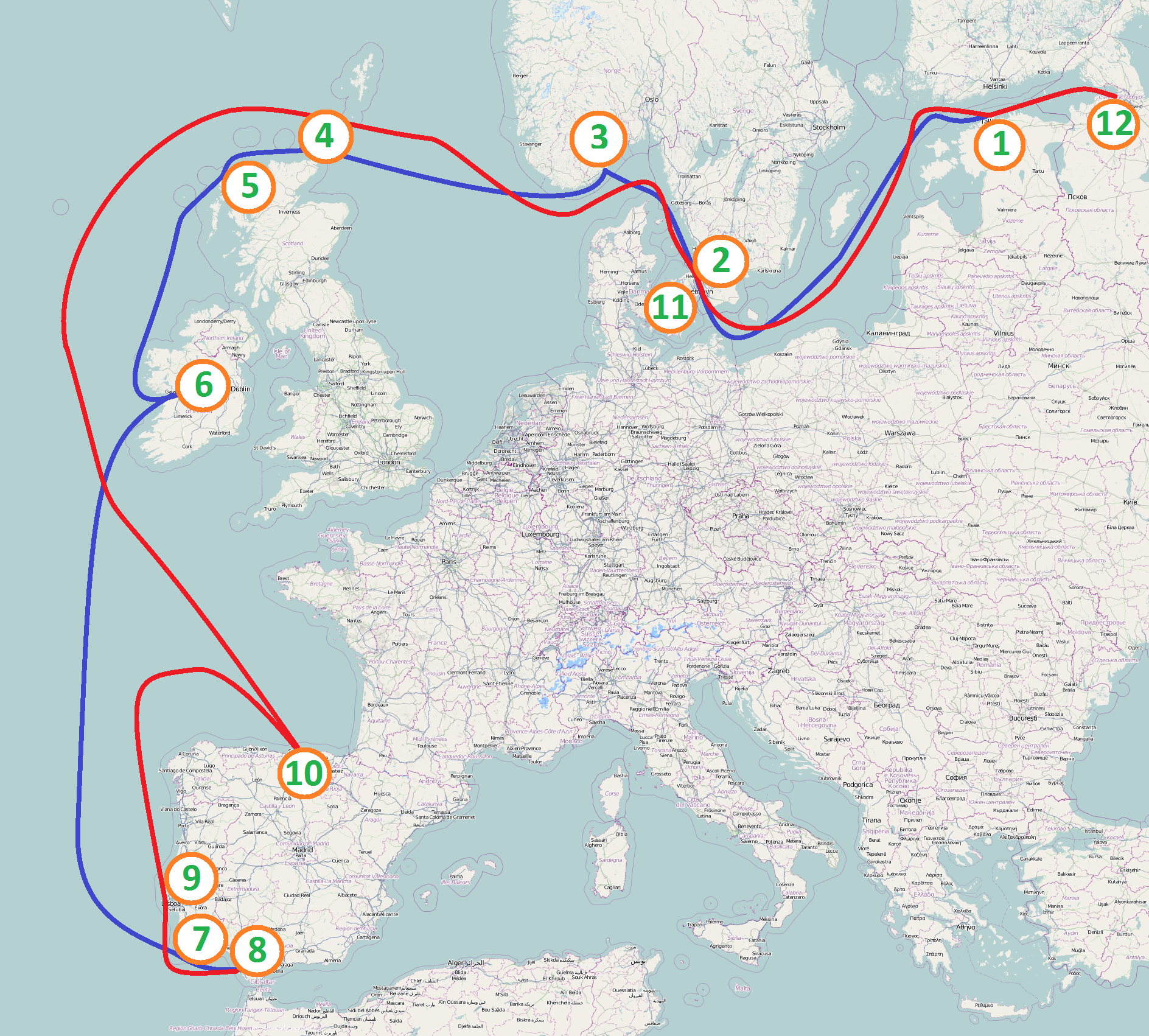
Маршрут Испанской экспедиции (1725—1726): 1 — Ревель, 2 — Эльсинор, 3 — о. Тромзунд, 4 —, 5 — о. Льюис, 6 — Лимерик, 7 — мыс Сан-Висенте, 8 — Кадис, 9 — Лиссабон, 10 — Сантандер, 11 — Копенгаген, 12 — Кронштадт

Вследствие ошибки Феодосия Веселаго, допущенной им в «Очерке русской морской истории», прочно укрепилось мнение, что зимой 1723—1724 годов Кошелев принимал участие в Мадагаскарской экспедиции на фрегате «Декронделивде» в качестве советника. Данное мнение широко представлено в том числе в популярной литературе (Кир Булычёв и т. д.). Вместе с тем в дни Мадагаскарской экспедиции капитан Кошелев находился даже не в Ревеле, а в Санкт-Петербурге, где 31 декабря 1723 года (11 января 1724) принимал участие в баллотировании капитан-лейтенантов в капитаны. На самом деле в Мадагаскарской экспедиции участвовал не Кошелев, а капитан-лейтенант Михаил Киселёв.
Кошелев же начиная с 1723 года готовился к участию в секретной экспедиции из трёх судов в качестве её командира и одновременно командира корабля «Девоншир». В навигации 1723 и 1724 годов экспедиция откладывалась и вышла в море только в мае 1725 года. Обогнув Британские острова с западной стороны, русская эскадра впервые в истории вышла в открытый океан, и в августе того же года достигла испанского Кадиса, о чём Кошелев отправил президенту Адмиралтейств-коллегии донесение:

Сего августа 16 дня 1725 года корабль Девоншир и фрегаты Кронделивде и Амстердам-Галей и при них служители прибыли в Испанию к городу Кадиксу благополучно, а товары начали сего нижеписанного числа сгружать, а чтож умедления имели в пути нашем, и на оное покорно доношу, понеже стояли жестокие противные ветры, отчего корабль Девоншир раскачало, что и борты от палубы отставали; и для оного принуждены были зайти в Ирляндию в реку Лимрику, для покупки кокор и утверждения борта к палубе…

Обратный курс экспедиция взяла 30 сентября (11 октября), и 15 (26) мая 1726 года торжественно вошла в Кронштадтскую гавань. На следующий день её командир, «другим не в образец», произведён через чин, из капитанов 3-го ранга сразу в капитаны 1-го ранга, «понеже он в Испании с российскими кораблями был первый».

### Московская адмиралтейская контора
24 сентября (5 октября) 1726 года Адмиралтейств-коллегия предложила Кошелева в числе других кандидатов для назначения главным командиром Астраханского порта и Каспийской военной флотилии. В итоге для назначения на эту должность был выбран Захар Мишуков.

В 1785 году бывшее здание Московской парусной фабрики передали для устройства Екатерининской матросской богадельни

В то же время с начала 1727 года Кошелев исполняет должность директора Московской адмиралтейской конторы (предполагалось, что руководители конторы будут меняться ежегодно), где сменил уволенного с флота князя В. Ю. Одоевского. Помощника Кошелев получил только 27 апреля (8 мая), им был назначен капитан-лейтенант В. А. Дмитриев-Мамонов.
23 октября (3 ноября) принято решение, что директор конторы будет занимать свою должность три года вместо одного, поэтому полномочия Кошелева продлили до конца 1729 года. В ноябре ему определили новых помощников: лейтенанта Михаила Протопопова, унтер-лейтенантов Александра Бредихина и Иван Стремоухова, мичманов Андрея Ивина и Петра Камынина.
Особенность положения Московской адмиралтейской конторы в 1727—1730 годах заключалась в том, что в этот период столица империи находилась в Москве. Там же постоянно пребывал и президент Адмиралтейств-коллегии граф Ф. М. Апраксин, поскольку совмещал свою должность с членством в Верховном тайном совете. Поэтому контора часто играла роль передаточного звена между Верховным тайным советом и Адмиралтейств-коллегией. Приходилось иметь дело и напрямую с императорским двором: в декабре 1727 года контору обязали очистить двор в Немецкой слободе для прибывающей в Россию принцессы Анны Иоанновны.
Главным же предметом деятельность конторы оставалась заготовка товаров для флота; время от времени контора получала от Адмиралтейств-коллегии критику за некачественные товары. Из числа заметных хозяйственных дел при Кошелеве можно упомянуть завершение в 1728 году строительства первой половины каменного строения Московской парусной фабрики на Стромынке, 20 и начало строительства второй половины.
В 1729 году Кошелев был сверх штата произведён в капитан-командоры, но жалования по этому чину не получал, потому что Верховный тайный совет при производстве в чин забыл упомянуть о жаловании. 16 (27) октября того же года Коллегия приняла решение, что с 1 (12) января 1730 года Кошелева в должности директора Московской адмиралтейской конторы сменит его первый помощник в Москве, капитан-командор и советник В. А. Дмитриев-Мамонов.
При обстоятельствах, сопровождавших коронацию Анны Иоанновны в феврале 1730 года, Кошелев поставил свою подпись под так называемым «проектом 361» об ограничении самодержавия.

### Адмиралтейств-коллегия
16 (27) марта 1730 года Адмиралтейств-коллегия приняла решение сменить Кошелевым капитан-командора З. Мишукова на месте главного командира Астраханского порта и Каспийской военной флотилии. В то же время по прибытии Кошелева 27 апреля (8 мая) из Москвы в Петербург выяснилось, что он серьёзно болен. В итоге вместо Кошелева в Астрахань отправился капитан 2-го ранга Денис Калмыков, а Кошелев определён в присутствие Адмиралтейств-коллегии за недостатком там флагманов. При этом отдельные серьёзные на первый взгляд издания упоминают в 1730—1731 годах во главе Астраханского порта и Каспийской флотилии некоего «капитан-командора Ф. Кошелева».
4 (15) февраля 1731 года Кошелев, по-прежнему выполняя работу в присутствии Коллегии, сменил капитан-командора Франца Вильбоа в должности начальника Санкт-Петербургской корабельной команды. Команда представляла собой несколько морских солдатских рот, причисленных к разным судам и нёсших, помимо того, службу в Главном и Кронштадтском адмиралтействах. Впоследствии, в 1733 году, из этих рот будут сформированы 2 морских полка.

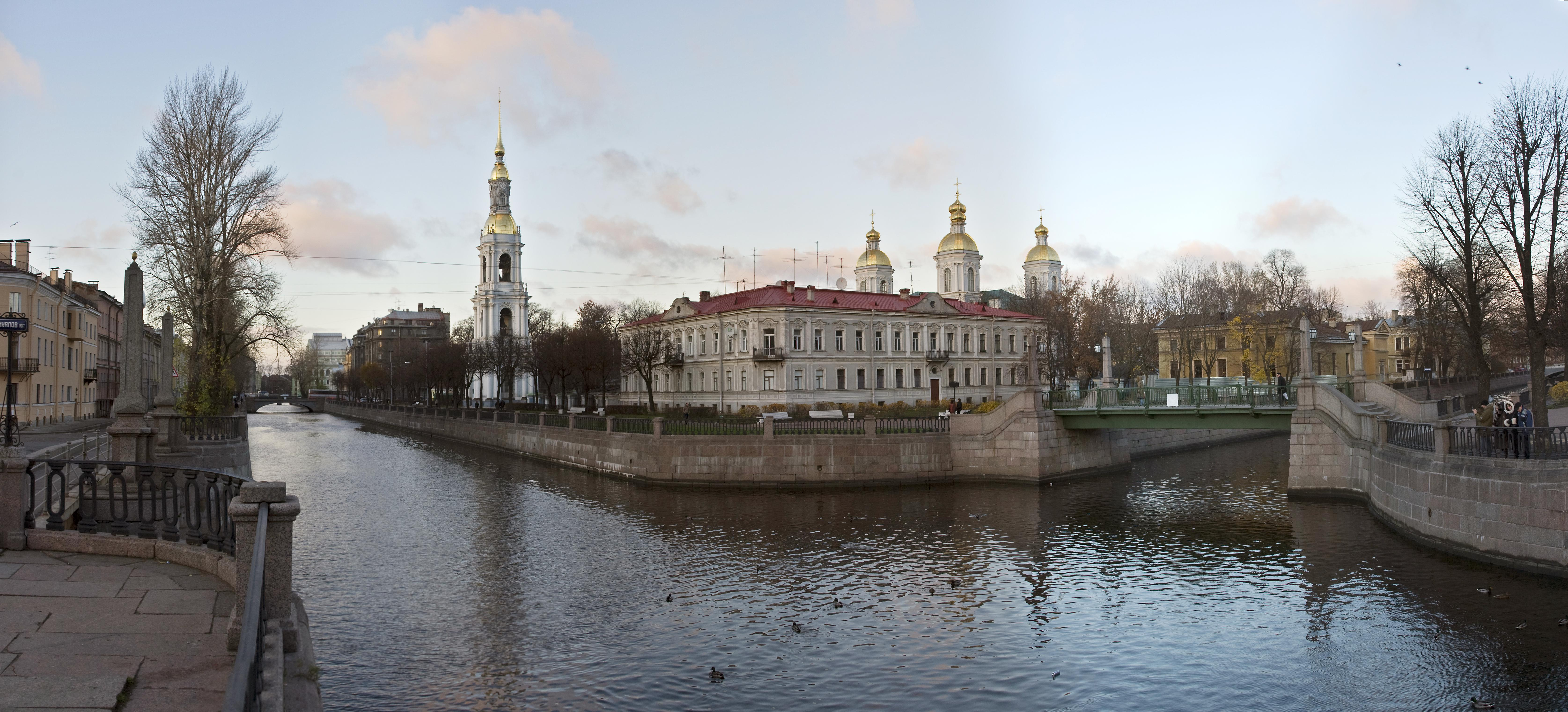
При И. Кошелеве в 1731 году здесь находился Морской полковой двор

Во времена Кошелева для Петербургской корабельной команды наиболее актуально было участие в строительстве. Так, в июне 1731 года на капитан-командора Кошелева возложено строительство на Адмиралтейском острове нового здания Петербургской адмиралтейской аптеки и при ней лаборатории, строение в Канатном дворе каменной караульни, строительство нового Каторжного двора (сейчас это площадь Труда) и починка Брандспойтового двора. В августе 1731 года капитан-командору поручено возведение на адмиралтейском Полковом дворе деревянной церкви в честь Николая Чудотворца; церковь начала функционировать 22 сентября (3 октября) 1732 года, в 1753 году на её месте станут возводить каменный Никольский морской собор.
5 (16) июля 1731 года вице-адмирал Наум Синявин предложил Коллегии в связи с неудовлетворительным состоянием дел в Главном адмиралтействе освободить от должности её директора шаутбенахта М. Госслера и назначить вместо него Кошелева. В то же время члены Коллегии генерал-адмирал Т. Гордон и шаутбенахт К. Дуффус, ссылаясь на многочисленные болезни Кошелева, предложили вместо него кандидатуру Мишукова. В итоге постановили отдать вопрос на усмотрение вице-президента Коллегии (и фактического её руководителя) адмирала П. Сиверса. Адмирал никакого решения так и не принял.
21 января (1 февраля) 1732 года Санкт-Петербургскую корабельную команду снова принял Ф. Вильбоа, в связи с занятостью Кошелева в присутствии Адмиралтейств-коллегии. При этом уже спустя 5 дней капитан-командора Кошелева назначают главным командиром Ревельского порта и флагманом Ревельской эскадры вместо отозванного в Петербург шаутбенахта П. Бредаля. Впрочем, 14 (25) февраля начавший активно вмешиваться в дела флота кабинет-министр А. И. Остерман приостановил назначение Кошелева и повелел ему по-прежнему присутствовать в Коллегии. Дело шло к отставке фактического руководителя Адмиралтейств-коллегии П. Сиверса, которая произошла уже 18 (29) февраля.
Вероятно, Остерман оставил Кошелева в Коллегии на время своего ознакомления с флотскими делами, поскольку капитан-командор явно входил в число недовольных Сиверсом и мог дать ценную информацию против последнего. Он упоминается среди членов Коллегии, которые в июле 1731 года отказались предоставлять Сиверсу помощника для доклада Остерману, затем в ноябре Кошелев вместе с Дуффусом довольно заносчиво ответили на запрос Сиверса о некоторых кадровых решениях Коллегии. 21 март (1 апреля) 1732 года указом Сената создаётся судная комиссия для разбора инициированного Сиверсом конфликта между Коллегией и вице-адмиралом Д. Вильстером. Капитан-командор Кошелев оказался одним из троих членов Коллегии, кто был включён в состав комиссии. Деятельность комиссии прекратилась со смертью Вильстера ровно через 3 месяца, однако Кошелев скончался ещё раньше.
Из числа примечательных событий, имевших место в период присутствия Кошелева в Адмиралтейств-коллегии, историки выделяют подготовку Великой Северной экспедиции. Сохранились сведения, что члены Коллегии настаивали в 1732 году на отправке второй экспедиции В. Беринга морем, то есть на совершении кругосветного плавания:

… можно отправить на Камчатку из Санкт-Пeтербургa корабли, которые де могут там, о чём намерение есть, исправить и к тому морские офицеры практику иметь, причём требовали, чтоб дать им в Коллегию известие о том, что надлежит к той экспедиции касающееся, а они могут изыскивать в том полезных способов.

В. Н. Берх подчёркивал, что такое решение избавило бы народы Сибири от тех трудностей, которые они испытали в связи с экспедицией, и настолько приветствовал намерение Коллегии, что решил сохранить для истории список авторов указанного предложения. В их числе и капитан-командор Иван Кошелев.
Умер капитан-командор 22 апреля (3 мая) 1732 года в Санкт-Петербурге. Так получилось, что его товарищ по Адмиралтейств-коллегии и оппозиции Сиверсу лорд Дуффус скончался в том же месяце. При погребении Ивана Кошелева 26 апреля (7 мая) из Главного адмиралтейства палили из 31 пушки поминутно.

## Адреса
- в 1720 году капитан Иван Кошелев владел двором участка дома № 21 по Большой Морской улице в Санкт-Петербурге[70].
- в феврале 1724 года Кошелев участвовал в первой раздаче каменных домов, построенных в Кронштадте. Ему на пару с капитаном Матвеем Коробьиным достался дом № 36[71].
- 12 (23) марта 1728 года капитан морского флота Иван Михайлович Кошелев продал Гуру Андреевичу Ромейкову поместье матери в сельце Васильево Понисского стана Рязанского уезда[6].